# Valutapolitik
Valutapolitik er den økonomiske politik, et lands myndigheder (regering og centralbank) fører mht. landets valuta. Det mest fundamentale valg i valutapolitikken er, hvilket valutakursregime landet skal følges. Hovedmulighederne er flydende valutakurser, hvor det overlades til valutamarkederne at bestemme kursforholdet mellem landets valuta og andre valutaer, og fastkurspolitik, hvor myndighederne opretholder et bestemt kursforhold i forhold til en eller flere udenlandske valutaer. Der findes dog mange forskellige varianter af disse grundtyper.

## Valutakursregimer
Den Internationale Valutafond (IMF) opererer med 10 forskellige typer af valutakursregimer, som alle verdens lande kan opdeles i (hvor parentesen angiver, hvor mange lande der var i den pågældende kategori ved udgangen af april 2012):
1. Ingen selvstændig valuta (13 lande, f.eks. Kosovo og San Marino)
2. Currency board (12 lande, f.eks. Bulgarien og Litauen)
3. Konventionel fastkurspolitik (43 lande, f.eks. Danmark og Saudiarabien)
4. Stabiliseret forløb (16 lande, f.eks. Makedonien og Irak)
5. Krybende fastkurspolitik (3 lande - nemlig Nicaragua, Botswana og Bolivia)
6. Krybelignende arrangement (12 lande, bl.a. Kina og Kroatien)
7. Fastkurspolitik inden for vandrette bånd (1 land - nemlig Tonga)
8. Andet styret forløb (24 lande, bl.a. Schweiz og Singapore)
9. Flydende valutakurs (35 lande, bl.a. Ungarn og Indien)
10. Frit flydende valutakurs (31 lande, bl.a. Sverige og Norge)

Mens fastkurspolitik var det fremherskende blandt de allerfleste lande indtil i hvert fald 1970'erne, tilhører de allerfleste OECD-lande i dag gruppe 10 med frit flydende valutakurser. Det gælder således USA, Japan, Storbritannien, Polen og Tjekkiet. Til gruppen af lande med frit flydende valuta regner IMF også eurolandene, hvis fælles valuta flyder i forhold til andre valutaer. Danmark har som det eneste OECD-land fortsat en traditionel fastkurspolitik, tidligere over for den tyske valuta D-marken, i dag over for euroen.

## Valutapolitik og pengepolitik
Fører et land fastkurspolitik, kan landets centralbank ikke samtidig forfølge andre selvstændige mål og har derfor ingen selvstændig pengepolitik i øvrigt, sådan at fastkurspolitik samtidig udgør en pengepolitisk strategi. Alternativet flydende valutakurser er derimod ikke i sig selv nogen egentlig pengepolitisk strategi, hvorfor lande, hvis valutaer flyder, samtidig typisk vil have nogle specificerede pengepolitiske mål. Et eksempel på det kunne være en målsætning om en bestemt årlig stigning i pengemængden. De allerfleste OECD-lande med flydende valutaer følger dog i dag en officiel inflationsmålsætning.

## Justering af de faste valutakurser
Et land, der fører fastkurspolitik, har i princippet muligheden for at ændre det konkrete kursforhold i op- eller nedadgående retning ved at gennemføre en devaluering eller en revaluering. Udnytter et land aktivt denne mulighed, giver det anledning til det, der med et lidt selvmodsigende udtryk er blevet kaldt "faste, men justerbare valutakurser". I en periode fra 1960'erne til ind i 1980'erne har denne mulighed været brugt i en række vestlige lande, ikke mindst Danmark, som et vigtigt element i den økonomiske politik for at påvirke de indenlandske konjunkturer.
En devaluering vil på kort sigt mindske priserne på eksporten og fordyre importen og dermed styrke konkurrenceevnen; men den vil samtidig trække i retning af en højere inflation som følge af det højere prisniveau på udenlandske varer. En revaluering vil virke omvendt. I en situation med høj økonomisk vækst og fare for en overophedning kan dette lægge en dæmper på inflationen, fordi priserne på importerede varer falder, og den forringede konkurrenceevne som følge af revalueringen modvirker overophedningstendensen.
Erfaringerne med denne type lejlighedsvise justeringer af en i øvrigt principielt fast valutakurs har dog været dårlige. Således opfattes de danske systematiske devalueringer i 1970'erne og starten af 1980'erne som en af hovedårsagerne til den meget kraftige danske inflation i samme periode. Fra 1982 gik Danmark derfor over til en mere konsekvent fastkurspolitik over for D-marken, som siden er blevet videreført over for euroen, mens de øvrige europæiske lande, der også tidligere førte traditionel fastkurspolitik, efterhånden har valgt andre valutapolitiske strategier.